# Vladimir Radivojević
Vladimir Radivojević (Владимир Радивојевић; sinh ngày 4 tháng 2 năm 1986 ở Loznica) là một tiền vệ bóng đá Serbia thi đấu cho Mladost Lučani.